# Giaura plumbeofusa
Giaura plumbeofusa är en fjärilsart som beskrevs av George Francis Hampson 1920. Giaura plumbeofusa ingår i släktet Giaura och familjen trågspinnare. Inga underarter finns listade i Catalogue of Life.